# Chaetopleura pomarium
Chaetopleura pomarium är en blötdjursart som beskrevs av Barnard 1963. Chaetopleura pomarium ingår i släktet Chaetopleura och familjen Ischnochitonidae. Inga underarter finns listade i Catalogue of Life.